# 早胜镇
早胜镇，是中华人民共和国甘肃省庆阳市宁县下辖的一个乡镇级行政单位。

## 行政区划
早胜镇下辖以下地区：
中兴社区、曹家村、李家村、南北村、尚家村、寺底村、大庄村、屯庄村、清华村、郭铺村、院子村、樊村、南庄村、西头村、迂村、谭腊村、南街村和北街村。